# Persikabo Stadium
Persikabo Stadium to wieloużytkowy stadion znajdujący się w mieście Bogor, w Indonezji. Na tym stadionie swoje mecze rozgrywa drużyna Persikabo. Stadion może pomieścić 10 000 widzów.